# Fritz Eckert (Schauspieler)
Friedrich "Fritz" Wilhelm Georg Eckert (* 28. November 1902 in Gleiwitz, Deutsches Reich; † 4. März 1942 im KZ Mauthausen) war ein deutscher Bühnenschauspieler, Theaterregisseur und Filmschauspieler.

## Leben und Wirken
Fritz Eckert begann seine Bühnenlaufbahn in der Spielzeit 1921/22 am Stadttheater von Schneidemühl. Es folgten weitere Theaterstationen, in Berlin (Deutsches Theater ab 1926, zu dieser Zeit auch Filmdebüt), vor allem aber in der deutschen Provinz, wo er zumeist auch Regie führen durfte, darunter das Neue Schauspielhaus in Königsberg, das Leipziger Schauspielhaus, die Augsburger Operette und zuletzt (Spielzeit 1937/38) das Mecklenburgische Staatstheater in Schwerin. Seit letztgenannter Saison, wo Eckert zeitgleich an Berlins Komödie verpflichtet war, trat er als Schauspieler in der Reichshauptstadt auf, zuletzt (1939 bis 1941) am Komödienhaus Berlin. Sein bevorzugtes Rollenfach war das des romantischen Liebhabers in leichten und heiteren Stücken wie Ehe von Welt, Tobby und Molnars Spiel im Schloß.
In diesen letzten zwei Jahren wirkte Fritz Eckert, der bereits zu Stummfilmzeiten hin und wieder mal vor Filmkameras gestanden hatte, auch regelmäßig in Kinoproduktionen mit. Er verkörperte dort zumeist Chargen aller Arten: einen Offizier in Das Hofkonzert und in Der Gouverneur, einen Assistenzarzt in Eine Frau wie Du, einen Kolonialoffizier in Kongo-Express, einen Kriminalbeamten in Falschmünzer und schließlich einen Höfling in Tanz mit dem Kaiser. Kurz danach wurde Fritz Eckert aus bislang unbekannten Gründen von der Gestapo verhaftet und anschließend in das Konzentrationslager Mauthausen im heutigen Österreich verschleppt. Dort ermordeten deutsche Stellen den Künstler in den Morgenstunden des 4. März 1942 bei einem angeblichen Fluchtversuch.
Eckert war von 1927 bis zu seinem Tod mit Else Nägeli verheiratet.

## Filmografie
- 1927: Der letzte Walzer
- 1928: Der Zarewitsch
- 1928: Die Zirkusprinzessin
- 1936: Das Hofkonzert
- 1939: Der Gouverneur
- 1939: Kongo-Express
- 1939: Sensationsprozeß Casilla
- 1939: Wir tanzen um die Welt
- 1940: Kriminalkommissar Eyck
- 1940: Friedrich Schiller – Der Triumph eines Genies
- 1940: Falschmünzer
- 1941: Tanz mit dem Kaiser